# Dédougou
Dédougou is een stad in Burkina Faso en is de hoofdplaats van de provincie Mouhoun.
Dédougou telde in 2006 bij de volkstelling 37.793 inwoners. De stad is opgedeeld in sectoren.
Dédoudou ligt op een tiental km ten oosten van de rivier Mouhoun. De autowegen N10 en N14 kruisen in Dédougou.
In de stad is er een fabriek waar katoen wordt verwerkt. Verder zijn er verschillende onderwijsinstellingen. Dédougou heeft een regionale luchthaven.
Sinds 2000 is de stad de zetel van het rooms-katholieke bisdom Dédougou.
In de stad worden duizenden vluchtelingen uit de rest van de regio Boucle du Mouhoun opgevangen, die op de vlucht zijn voor het geweld van islamisten dat sinds 2015 heerst.